# Heinz Pöhler
Heinz Pöhler (* 16. Februar 1919 in Waldau; † 21. September 1989) war ein deutscher Politiker (SPD).

## Leben und Beruf
Nach dem Besuch der evangelischen Volksschule in seinem Geburtsort Waldau ging Pöhler auf die Mittelschule in Kohlfurt, auf der er die Mittlere Reife erwarb. Im Reichsarbeitsdienst erreichte er den Rang eines Feldmeisters und in der Wehrmacht wurde er Unteroffizier und Reserveoffizierbewerber. Im Zweiten Weltkrieg wurde er mehrfach verwundet. Nach Kriegsende kam er als Heimatvertriebener an den Niederrhein und wurde Redakteur beim Rhein-Echo.

## Partei
Pöhler beantragte am 1. November 1943 die Aufnahme in die NSDAP und wurde zum 1. Januar 1944 aufgenommen (Mitgliedsnummer 9.674.209). Er engagierte sich ab 1945 beim Wiederaufbau von SPD und Jungsozialisten. 1948 wurde er Bezirksvorsitzender der Jusos am Niederrhein und auch deren Landesvorsitzender in Nordrhein-Westfalen. Drei Jahre später übernahm er den Vorsitz des örtlichen Unterbezirks der SPD und wurde auch in den Bezirksvorstand der SPD-Niederrhein gewählt. In den 1950er Jahren war er Mitglied des Zentralen Jugendausschusses und des Sicherheitsausschusses beim SPD-Parteivorstand.

## Abgeordneter
Pöhler war seit 1948 Ratsherr in Mönchengladbach. Er gehörte dem Deutschen Bundestag von 1953 bis 1972 an. Er war auch Mitglied der Parlamentarischen Versammlung des Europarates, wo er 1972/73 den Ausschuss für Bevölkerung und Flüchtlinge leitete. In der Nordatlantischen Versammlung, der er ebenfalls angehörte, war Pöhler 1971/72 Vorsitzender des Ausschusses für Zivile Angelegenheiten.

## Ehrungen
- 1972: Verdienstkreuz 1. Klasse der Bundesrepublik Deutschland